# Mary Parker (Schauspielerin, 1902)
Mary Parker (* 3. November 1902 als Mary Prohaska in Breslau; † im 20. Jahrhundert) war eine deutsche Schauspielerin mit moderater Karriere beim Stummfilm.

## Leben
Mary Parker hatte die Höhere Töchterschule besucht und anschließend eine Theaterausbildung erhalten. Anfang Februar 1924 wurde sie für den Film entdeckt und spielte von Anbeginn tragende Rollen unter führenden Regisseuren wie Richard Eichberg, Reinhold Schünzel und Richard Oswald. Gleich zu Beginn ihrer Karriere hatte sie auch Asta Nielsen, deren Schwester sie in „Die Schmetterlingsschlacht“ unter der Regie von Henny Portens Schwager Franz Eckstein verkörperte, zur Partnerin. Als ihre schönste Rolle bezeichnete Mary Parker 1925 die Elise in „Um Recht und Ehre“ an der Seite von Harry Liedtke. Später sah man sie auch als Partnerin von Hans Albers und Willi Forst.
In nicht einmal sechs Jahren konnte man Mary Parker in rund zwanzig Stummfilmen sehen. Trotz einer gewissen Popularität in filmhistorisch wenig bedeutsamen Produktionen gelang ihr der Übergang zum Tonfilm nicht. Sie trat in den 30er Jahren nur noch dreimal vor die Kamera; nach einem winzigen Auftritt 1937 beendete sie ihre Schauspieltätigkeit. Über den weiteren Lebensweg Mary Parkers ist nichts bekannt.

## Filmografie (Auswahl)
- 1924: Die Schmetterlingsschlacht
- 1924: Die schönste Frau der Welt
- 1924: Kampf um die Scholle
- 1925: Um Recht und Ehre
- 1925: Lumpen und Seide
- 1925: Zaungäste des Lebens
- 1925: Vorderhaus und Hinterhaus
- 1925: Halbseide
- 1925: Nick, der König der Chauffeure
- 1925: Das Paradies Europas
- 1926: Dürfen wir schweigen?
- 1926: Das süße Mädel
- 1926: Ich hab' mein Herz in Heidelberg verloren
- 1926: Salto Mortale
- 1927: Luther
- 1928: Wer das Scheiden hat erfunden
- 1928: Saxophon-Susi
- 1928: Heut' war ich bei der Frida
- 1929: Fräulein Fähnrich
- 1929: Ja, Ja, die Frau’n sind meine schwache Seite
- 1930: Susanne macht Ordnung
- 1932: Unheimliche Geschichten
- 1937: Der Unwiderstehliche